# Gefell (Eifel)
Gefell település Németországban, Rajna-vidék-Pfalz tartományban. Lakosainak száma 84 fő (2023. december 31.).

## Népesség
A település népessége: 102 fő (2015-ben)
| Lakosok száma | 95   | 100  | 95   | 89   | 84   | 84   |
|               | 1975 | 2017 | 2019 | 2021 | 2022 | 2023 |